# Torsten Elofsson
Kjell Torsten Elofsson, född 29 november 1950 i Backaryds församling, Blekinge län, är en svensk politiker (kristdemokrat). Han är ordinarie riksdagsledamot sedan 2022, invald för Skåne läns norra och östra valkrets.